# Dahlenburg
Dahlenburg est une municipalité allemande du land de Basse-Saxe et l'Arrondissement de Lunebourg. En 2014, elle comptait 3 304 hab.

## Jumelages
- Damasławek (Pologne).
- Le Molay-Littry (France).

## Source
- (de) Cet article est partiellement ou en totalité issu de l’article de Wikipédia en allemand intitulé « Dahlenburg » (voir la liste des auteurs).